# Pakisztán hadereje
Pakisztán hadereje három haderőnemből áll: a szárazföldi haderőből, a légierőből és a haditengerészetből.

## Fegyveres erők összlétszáma
- Aktív: 620 000 fő
- Tartalékos: 513 000 fő

## Szárazföldi haderő
Létszám
550 000 fő
Állomány
- 2 páncélos hadosztály
- 19 gyalogos hadosztály
- 7 páncélos dandár
- 6 gépesített dandár
- 9 gyalog dandár
- 7 műszaki dandár
- 9 tüzér dandár
- 3 páncélos felderítő ezred
- 1 kisegítő csoport
- 8 légvédelmi dandár
- 17 repülő század (7 repülőgépes, 10 helikopteres)

Felszerelés
- 2300 db harckocsi (M-47, M-48, T-54/-55, kínai 59-es és 69-es típusú, T-80, Al-Khalid)
- 150 db páncélozott szállító jármű
- 1709 db tüzérségi löveg: 1467 db vontatásos, 240 db önjáró
- 20 db harci helikopter (AH-1F)

## Légierő
Létszám
45 000 fő
Repülési idő a pilótáknak: 210 óra
Állomány
- 6 közvetlen támogató század
- 12 vadászrepülő század
- 1 felderítő század

Felszerelés
- 366 db harci repülőgép (Mirage III, Mirage 5, Q–5, F–7, F–16 Fighting Falcon)
- 30 db szállító repülőgép

## Haditengerészet
Létszám
25 000 fő
Hadihajók
- 10 db tengeralattjáró
- 8 db fregatt
- 9 db járőrhajó
- 3 db aknarakó/szedő hajó
- 9 db vegyes feladatú hajó

Haditengerészeti légierő
- 6 db harci repülőgép
- 9 db harci helikopter